# Faroa involucrata
Faroa involucrata là một loài thực vật có hoa trong họ Long đởm. Loài này được (Klotzsch) Knobl. mô tả khoa học đầu tiên năm 1894.